# MPEG-4
MPEG-4 är en komprimeringsstandardsvit för digital video och ljud. Den implementerar olika delar, varav vissa (och framför allt de viktigaste) är optimerade för att minska storleken på video och ljud utan märkbar förlust. Andra delar är till exempel textning, så kallad MPEG-4 Timed Text, vilket precis som namnet antyder är ren text som är tidsinställd.
MPEG-4 är erkänd av Internationella standardiseringsorganisationen (ISO) och används bland annat i HD-versionen av DVB, HD DVD/Blu-ray.

## MPEG-4 Parts/Delar
MPEG-4 består av flera standarder vilka inkluderar följande (varje del täcker en viss aspekt av hela specifikationen):
| Parts/Delar | Nummer                 | Första utgivningsdatum (första edition) | Senaste utgivningsdatum(senaste edition) | Senaste tillägg | Titel                                                                                    | Beskrivning |
| ----------- | ---------------------- | --------------------------------------- | ---------------------------------------- | --------------- | ---------------------------------------------------------------------------------------- | --- |
| Part 1      | ISO/IEC 14496-1        | 1999                                    | 2010                                     | 2010            | Systems                                                                                  | Beskriver synkronisering och multiplexeringen av video och ljud. Till exempel MPEG-4-format version 1 (föråldrat av version 2 som definieras i MPEG-4 Part 14). Funktionaliteten för en transport protokollstack för överföring och / eller lagra innehåll som överensstämmer med ISO / IEC 14496 är inte inom ramen för 14.496-1 och endast gränssnittet till detta lager anses (DMIF). Information om transport av MPEG-4-innehåll definieras t.ex. i MPEG-2 Transport Stream, RTP Audio Video Profiler och andra. |
| Part 2      | ISO/IEC 14496-2        | 1999                                    | 2004                                     | 2009            | Visual                                                                                   | En komprimeringsformat för visuell data (video, stillbilder texturer, syntetiska bilder, etc.). En av de många "profiler" i del 2 är Advanced Simple Profile (ASP). |
| Part 3      | ISO/IEC 14496-3        | 1999                                    | 2009                                     | 2010            | Audio                                                                                    | En uppsättning komprimeringsformat för perceptuell kodning av ljudsignaler, inklusive några variationer av Advanced Audio Coding (AAC) samt andra ljud / talkodning format och verktyg (såsom ljud förlustfri kodning (ALS), skalbar förlustfri kodning (SLS), strukturerad ljud, text-till-tal-gränssnitt (TTSI), HVXC, CELP och andra) |
| Part 4      | ISO/IEC 14496-4        | 2000                                    | 2004                                     | 2010 (2011)     | Conformance testing                                                                      | Beskriver förfaranden för att testa konformitet för andra delar av standarden. |
| Part 5      | ISO/IEC 14496-5        | 2000                                    | 2001                                     | 2010 (2011)     | Reference software                                                                       | Tillhandahåller referens implemantation (referens programvara) för att visa och klargöra de övriga delarna av standarden. |
| Part 6      | ISO/IEC 14496-6        | 1999                                    | 2000                                     |                 | Delivery Multimedia Integration Framework (DMIF)                                         | |
| Part 7      | ISO/IEC TR 14496-7     | 2002                                    | 2004                                     |                 | Optimized reference software for coding of audio-visual objects                          | Optimerad referensprogramvara för kodning av ljud och visuella objekt. Ger exempel på hur man gör en bättre implementation (t.ex. i förhållande till del 5). |
| Part 8      | ISO/IEC 14496-8        | 2004                                    | 2004                                     |                 | Carriage of ISO/IEC 14496 contents over IP networks                                      | Specificerar en metod för att överföra MPEG-4 innehåll via IP(Internet Protokoll)-nätverk. Den innehåller också riktlinjer att designa Realtids Transport Protocol (RTP), användnings regler för SDP (Session Description Protocol) för att transportera ISO / IEC 14.496-1-relaterad information, MIME-typs definitioner, analyser av RTP säkerhet och multicasting |
| Part 9      | ISO/IEC TR 14496-9     | 2004                                    | 2009                                     |                 | Reference hardware description                                                           | Tillhandahåller hårdvarudesign för att visa hur man ska genomföra de andra delarna av standarden. |
| Part 10     | ISO/IEC 14496-10       | 2003                                    | 2012                                     | (2010)          | Advanced Video Coding (AVC)                                                              | Ett komprimeringsformat för videosignaler som är tekniskt identisk med ITU-T H.264 standarden. |
| Part 11     | ISO/IEC 14496-11       | 2005                                    | 2005                                     | 2009            | Scene description and application engine                                                 | |
| Part 12     | ISO/IEC 14496-12       | 2004                                    | 2008                                     | 2009 (2010)     | ISO base media file format                                                               | Ett filformat för lagring av tidsbaserade medieinnehåll. Det är ett generellt format som ligger till grund för ett antal andra mer specifika filformat (t.ex. 3GP, Motion JPEG 2000, MPEG-4 Part 14) . Det är tekniskt identisk med ISO / IEC 15444-12 (JPEG 2000 bildkodningssystem - del 12). |
| Part 13     | ISO/IEC 14496-13       | 2004                                    | 2004                                     |                 | Intellectual Property Management and Protection (IPMP) Extensions                        | |
| Part 14     | ISO/IEC 14496-14       | 2003                                    | 2003                                     | (2010)          | MP4 file format                                                                          | Det specificerade container filformatet för MPEG-4 innehåll, som bygger på del 12. |
| Part 15     | ISO/IEC 14496-15       | 2004                                    | 2010                                     | 2008 (2010)     | Advanced Video Coding (AVC) file format                                                  | För lagring av del 10 video. Filformatet är baserat på del 12, men tillåter också lagring i andra filformat. |
| Part 16     | ISO/IEC 14496-16       | 2004                                    | 2011                                     | (2010)          | Animation Framework eXtension (AFX)                                                      | Specificerar MPEG-4 Animation Framework Extension (Direkt) modell för att representera 3D-grafik innehåll. |
| Part 17     | ISO/IEC 14496-17       | 2006                                    | 2006                                     |                 | Streaming text format                                                                    | Timed Text undertextningsformat |
| Part 18     | ISO/IEC 14496-18       | 2004                                    | 2004                                     |                 | Font compression and streaming                                                           | För "Open Font Format" beskriven i Part 22. |
| Part 19     | ISO/IEC 14496-19       | 2004                                    | 2004                                     |                 | Synthesized texture stream                                                               | |
| Part 20     | ISO/IEC 14496-20       | 2006                                    | 2008                                     | 2009            | Lightweight Application Scene Representation (LASeR) and Simple Aggregation Format (SAF) | |
| Part 21     | ISO/IEC 14496-21       | 2006                                    | 2006                                     |                 |                                                                                          | |
| Part 22     | ISO/IEC 14496-22       | 2007                                    | 2009                                     |                 |                                                                                          | |
| Part 23     | ISO/IEC 14496-23       | 2008                                    | 2008                                     |                 |                                                                                          | |
| Part 24     | ISO/IEC TR 14496-24    | 2008                                    | 2008                                     |                 | Audio and systems interaction                                                            | |
| Part 25     | ISO/IEC 14496-25       | 2009                                    | 2009                                     |                 | 3D Graphics Compression Model                                                            | |
| Part 26     | ISO/IEC 14496-26       | 2010                                    | 2010                                     |                 | Audio Conformance                                                                        | |
| Part 27     | ISO/IEC 14496-27       | 2009                                    |                                          | (2010)          | 3D Graphics conformance                                                                  | |
| Part 28     | ISO/IEC 14496-28       | 2012                                    |                                          |                 | Composite font representation                                                            | |
| Part 29     | ISO/IEC CD 14496-29    | 2014                                    | 2015                                     |                 | Web video coding                                                                         | Text i del 29 är baserad på Part 10 - ISO / IEC 14496-10. Webkodning är en teknik som är kompatibel med den begränsade Baseline Profilen i ISO / IEC 14496-10. |
| Part 30     | ISO/IEC 14496-30       | 2014                                    | 2014                                     |                 | Timed text och andra visuella överlagringar i ISO-basmediefilformat                      | |
| Part 31     | ISO/IEC DIS 14496-31   | Under utveckling                        |                                          |                 | Video Coding for Browsers                                                                | |
| Part 33     | ISO/IEC DIS 14496-33.2 | Under utveckling                        |                                          |                 | Internet video coding                                                                    | |

Profiler definieras också inom de individuella "delarna" (Part), så att en implementation av en del normalt sett inte är en full implementation av hela delen.
MPEG-1, MPEG-2, MPEG-7 och MPEG-21 är andra sviter av MPEG-standarderna.